# Lakewood Assembly
Lakewood Assembly was een General Motors-autoassemblagefabriek net ten zuiden van Atlanta in de Amerikaanse staat Georgia. De fabriek werd geopend in 1927 en was in 1936 de eerste die een staking van de United Auto Workers meemaakte. Op 6 augustus 1990 werd de fabriek gesloten. De Chevrolet Caprice was het laatste model dat er werd gebouwd en dat model verhuisde hierna naar Willow Run Assembly. Enkele jaren na de sluiting werd de fabriek afgebroken.

## Gebouwde modellen
| Afbeelding | Model              | Periode |
| ---------- | ------------------ | ------- |
|            | Chevrolet C-10     |         |
|            | Pontiac Grand Prix |         |
|            | Chevrolet Caprice  | ?–1990  |